# 玛格丽特河 (西澳)
瑪格麗特河（英語：Margaret River）是位於西澳大利亞州西南區，在珀斯以南277公里的一个城镇。此镇建造在同名的河流瑪格麗特河附近。瑪格麗特河隸屬於奥古斯塔 - 玛格丽特河郡。
瑪格麗特河的周边地区為玛格丽特河葡萄酒产区。玛格丽特河葡萄酒产区的葡萄酒产業及旅遊業非常旺盛，每年更吸引逾500,000遊客。而這個地區在發展葡萄酒产業及旅遊業前，其主要工業為林業和农业。

## 歷史
瑪格麗特河的命名是以城鎮附近的河流，瑪格麗特河命名的。而該河流是以巴瑟尔顿的創立者，约翰·畢素（John Bussell）的親戚玛格丽特·華切特命名。這個名字於1831年正式使用，並於1839年首次使用在澳洲地图上。
早在1850年，由欧洲來的移民已於瑪格麗特河一帶生活，並於1870年開始發展林業。直到1910年，瑪格麗特河已擁有一家兼任為警察局的旅館。
在第一次世界大战結束後，西澳大利亞州政府開始吸引新移民來到西澳居住，並建立农场以提高西澳對新移民的吸引力。直到1922年，已有逾100個新移民定居於瑪格麗特河。
由巴瑟尔顿到玛格丽特河的铁路於1920年代早期建成，而由玛格丽特河到弗林德斯湾铁路則於1925年建成。

## 地理和气候
玛格丽特河與印度洋距離為9公里，而玛格丽特河的氣候類型為地中海型。玛格丽特河的年均降雨量約為1130毫米，而大部份降雨是在五月至八月期間降下。在很罕見的情況下，小鎮會連日下雨。例如在1955年8月，小鎮在整個八月的每一天均能紀錄到降雨。在夏季，天气非常温暖，大部份時間天氣晴朗，且間中會有海风吹向小鎮。炎热且干燥夏季，加上強烈的海风，使小鎮附近經常發生灌丛火灾。

## 葡萄酒产区
玛格丽特河葡萄酒产区是西澳西南區其中一個最重要的釀酒區。根據2008年統計，产区拥有面積約5500公顷的葡萄園和超过138家酒厂。這個产区雖然主要由很多小型酒厂組成，但酒厂所消耗的葡萄數量卻分別很大。最大和最小的酒厂所消耗的葡萄數量分別為7000噸和3.5噸。该地区仅佔澳洲葡萄总产量的3%，卻佔據逾20%澳洲葡萄酒市场，可見产区的葡萄酒產量很高。产区的夏季及冬季氣溫差異不大，因此成為了一個理想的種植葡萄的園地。
产区的气候、土壤和濕度非常適合種植葡萄，加上葡萄酒产区的人對葡萄种植經驗豐富，因此這一帶出產的葡萄質素較高，而這區的葡萄酒產量亦經常超出市場預期。产区亦因其生產的酒質素高，於世界上成為了首屈一指的葡萄酒产区。
产区主要種植的葡萄品种主要有赤霞珠、莎當妮、長相思葡萄、西拉葡萄、梅洛葡萄、白诗南和华帝露。

## 洞穴

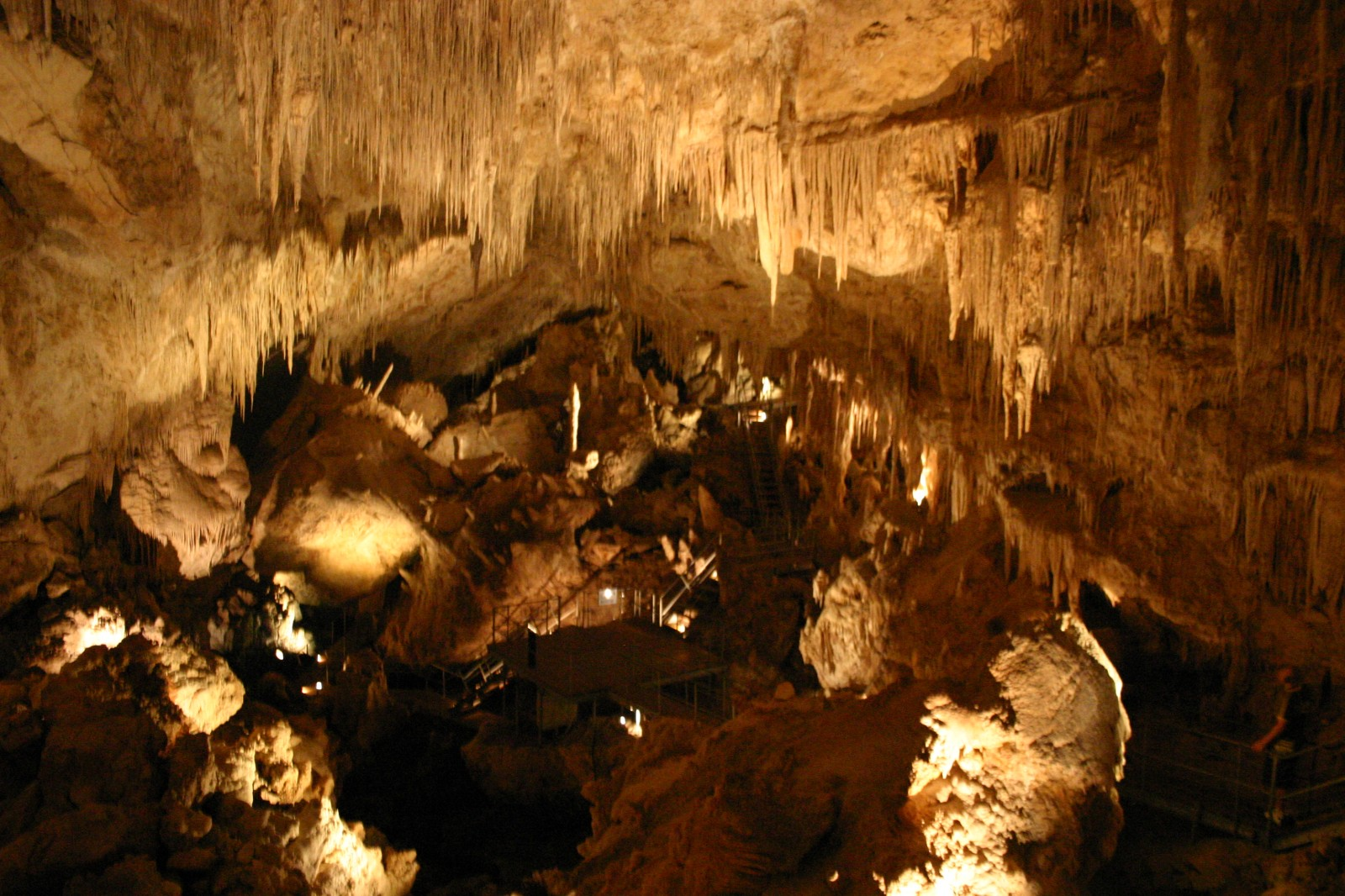
猛犸洞穴

有几百个洞穴位于在玛格丽特河附近的露紋-納多魯列斯國家公園。只有六是向外开放的。
在几百个洞穴中，最有名的洞穴就是猛犸洞穴。猛犸洞穴位於玛格丽特河以南21公里，部份洞穴內的化石历史更超过35,000年。洞穴內的化石是由欧洲殖民者於1850年发现，並於1904年開始向外开放。
其他五個向外开放的洞穴分別為宝石洞、湖洞、伍吉尔兹洞、卡尔噶尔德洞和巨人洞。而其他洞穴只允許配有許可證的專業洞穴探险者內進。

## 冲浪
玛格丽特河附近有不少冲浪场所，其中的玛格丽特主冲浪灘更是不少冲浪比赛的舉辦場所。

## 外部連結
- 西澳大利亚州政府旅游信息（包括地图） （页面存档备份，存于）

 维基共享资源上的相關多媒體資源：玛格丽特河